# 104a Brigada Mixta (Exèrcit Popular de la República)
La 104a Brigada Mixta va ser una unitat de l'Exèrcit Popular de la República creada durant la Guerra Civil Espanyola. Al llarg de la contesa va actuar en els fronts d'Extremadura, Aragó i Catalunya.

## Historial
La unitat va ser creada el març de 1937 a Gandia i Alcoi a partir de reemplaçaments de 1932 a 1935. En la fase d'instrucció el comandament de la brigada va recaure en el tinent coronel d'infanteria Luis Fernández Ortigosa, passant posteriorment al comandant d'infanteria Manuel Santana Izquierdo. Algun temps després la 104a BM es va integrar en la 36a Divisió del VII Cos d'Exèrcit, en el front d'Extremadura, cobrint el sector que anava des del riu Algodor fins a la població de Covisa.
Poc després de la seva arribada al capdavant el comandant Santana es va passar a la zona franquista, sent substituït temporalment pel comandant d'infanteria Hernando Liñán Castaño, succeint-se posteriorment diversos comandaments. Destacada en primera línia del front durant diversos mesos, no va arribar a prendre part en accions militars d'importància; a la fi d'any la 104a BM passaria a la reserva general l'Exèrcit d'Extremadura.
Al març de 1938 va ser enviada al front d'Aragó, com a reforç davant la ofensiva franquista que s'havia desencadenat en aquest front. Va quedar agregada a l'acabada de crear divisió «Extremadura», si bé una vegada va arribar al sector de Casp-Chiprana va haver de retirar-se al costat de la resta d'unitats republicanes. Cap al 26 de març la 104a BM es trobava situada en el sector que anava des de Benavarri a Tremp. El 19 d'abril va ser agregada a la 24a Divisió, encara que poc després —el dia 30— seria agregada a la 31a Divisió. Al començament de la campanya de Catalunya la 104a BM mantenia les seves posicions a Coll de Nargó, encara que no va trigar a ser substituïda per la 135a Brigada mixta; després d'això va passar a Boixols, on el 2 de gener de 1939 va cedir les seves posicions a la 218a Brigada Mixta. No es tenen notícies posteriors sobre la seva actuació.

## Comandaments
Comandants
- Tinent coronel d'infanteria Luis Fernández Ortigosa;[1]
- Comandant d'infanteria Manuel Santana Izquierdo;
- Comandant d'infanteria Hernando Liñán Castaño;
- Major de milícies Modesto Rodríguez Requena;
- Major de milícies Pascual Saura;
- Major de milícies José Montero Rodelgo;[6]

Comissaris
- José López Bobadilla, de la CNT;[7]